# Georg Konermann
Georg Konermann (* 24. Juni 1960 in Rheine) ist ein ehemaliger deutscher Ruderer.

## Sportliche Laufbahn
Georg Konermann, der für die Bonner Ruder-Gesellschaft ruderte, wurde 1981 Deutscher Meister im Vierer mit Steuermann zusammen mit Wolfgang Maennig, Tilman Probst, Ingo Metzger und Steuermann Tom Kipping. Auf den Weltmeisterschaften in München siegte das Boot im kleinen Finale (7. Platz), wobei Ingo Metzger durch Volker Grabow ersetzt wurde.  Seinen zweiten Deutschen Meistertitel sicherte er sich 1983 zusammen mit Heribert Karches, Wolfram Thiem, Wolfgang Maennig und Steuermann Manfred Klein und ruderte bei den Weltmeisterschaften in Duisburg auf Platz 4. In gleicher Besetzung belegten sie bei den Olympischen Sommerspielen 1984 in Los Angeles den sechsten Platz. Neben seinen drei Deutschen Meistertiteln gewann er bei den Deutschen Meisterschaften zwischen 1980 und 1986 insgesamt vier Silber- sowie vier Bronzemedaillen.